# Alyssontini
Tribu
Les Alyssontini sont une petite tribu de guêpes de la sous-famille des Bembicinae. 

## Genres
- Alysson Panzer, 1806
- Analysson Krombein, 1985
- Didineis Wesmael, 1852